# George Hay (Schriftsteller)
George Hay (eigentlich Oswyn Robert Tregonwell Hay, geboren als Oswyn Robert Cohn am 17. Oktober 1922 in London; gestorben am 3. Oktober 1997 in Hastings, East Sussex) war ein britischer Science-Fiction-Autor und -Herausgeber. Er war Begründer der Science Fiction Foundation.

## Leben
Hay schrieb Anfang der 1950er Jahre eine Reihe von Science-Fiction-Romanen, die aber ohne Widerhall blieben.
Bekannt ist er vor allem als Anthologist, als umtriebiger Projektemacher im SF-Fandom, als Initiator und Begründer der Science Fiction Foundation und als Herausgeber von deren Zeitschrift Foundation: The Review of Science Fiction von 1972 bis 1974.
Zu seinen bemerkenswerten Projekten gehörte die Herausgabe von The Necronomicon (1978), angeblich der entschlüsselte Text von H. P. Lovecrafts fiktivem Okkultwerk Necronomicon, inklusive eines vom jungen David Langford verfassten Berichts über die (seinerzeit sehr innovativ) mit Hilfe eines Computers  erfolgte Entschlüsselung der Aufzeichnungen des elisabethanischen Okkultisten John Dee.
Außerdem wirkte Hay als Herausgeber der Briefe von John W. Campbell in zwei Bänden.
Ihm zu Ehren wird bei der Eastercon die George Hay Memorial Lecture gehalten, ein Vortrag über ein wissenschaftliches Thema, meist von einem prominenten Wissenschaftler.

## Bibliographie
Romane
- This Planet For Sale (1951) 
  - Deutsch: Planet der Tränen. Hönne Utopia-Spitzenklasse #12, 1958. Auch als: Planet der Tränen. Moewig (Terra #71), 1959.
- Man, Woman and Android (1951)
- Flight of the "Hesper" (1952)
- Terra! (1952, als King Lang)

Anthologien
- Hell Hath Fury (1963, Sammlung von Geschichten aus Unknown)
- The Disappearing Future: A Symposium of Speculation (1970)
- Stopwatch (1974)
- The Edward De Bono Science Fiction Collection (1976)
- The Necronomicon: The Book of Dead Names (1978)
- Pulsar 1 (1978)
- Pulsar 2 (1979)

Sachliteratur
- Foundation: The Review of Science Fiction, Numbers 1-8 (1978, mit Peter Nicholls, Charles Barren und Kenneth Bulmer)
- The John W. Campbell Letters, Volume 1 (1985, mit Tony Chapdelaine und Perry A. Chapdelaine)
- The John W. Campbell Letters with Isaac Asimov and A. E. van Vogt, Volume 2 (1993, mit Tony Chapdelaine und Perry A. Chapdelaine)

Kurzgeschichten
- Over and Out (1965)
- Synopsis (1966)
- The End of the ANTHOLOGY (1972, als Ayre Hogge)
- Letter from Dr Stanislaus Hinterstoisser (1978)
- A Serious Call (1979)
- All That Flies (1980)
- An Error of Long Standing (1985)